# 威廉·林赛
威廉·拉蒙特·克劳福德·林赛（英語：William Lamont Crawford Lindsay，1916年3月3日—1971年5月23日），英国男子曲棍球运动员。他曾代表英国国家队参加1948年夏季奥林匹克运动会曲棍球比赛，获得一枚银牌。